# Tipp10
Tipp10 (Eigenschreibweise bis 2023: TIPP10) ist ein von Tom Thielicke IT Solutions entwickelter, freier Maschinenschreibtrainer. Tipp10 wurde im Sommer 2006 kostenlos und unter den Bedingungen der GNU GPL im Internet veröffentlicht. Seitdem wurde die Software über 2 Millionen Mal heruntergeladen. Tipp10 hebt sich vor allem durch das intelligente Diktat von anderen Tipptrainern ab – Schriftzeichen, die häufig falsch getippt werden, werden auch sofort häufiger diktiert. Seit Juli 2012 gibt es neben der Softwareversion auch eine Onlineversion, mit der direkt im Browser trainiert werden kann und die alle Funktionen der Downloadversion umfasst.

## Funktionen

### Intelligente Übungslektionen
Die Texte der Übungslektionen reagieren auf Tippfehler des Nutzers: Häufig falsch getippte Buchstaben werden häufiger abgefragt als richtig getippte Zeichen. Im Sprachgebrauch häufig verwendete Schriftzeichen werden früher und häufiger abgefragt, als selten verwendete Schriftzeichen. Zusätzlich besteht die Möglichkeit eigene Texte oder freie Texte zu bestimmten Themen zu trainieren.

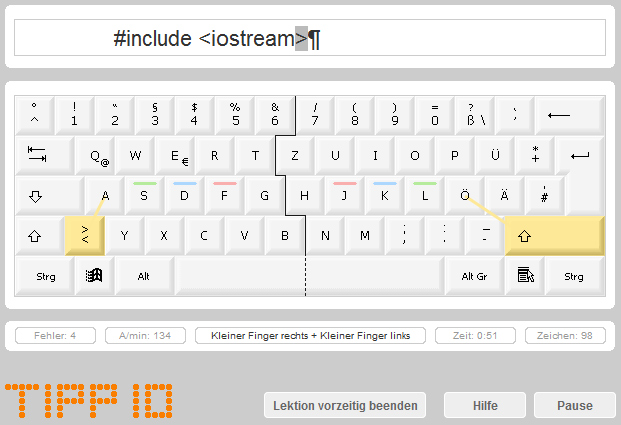
Hilfestellungen beim Tippen einer C++-Präprozessor-Direktive

### Freie Lektionen
Bei den freien Lektionen wird nach einem bestimmten Thema geschrieben, wie z. B. das Chinesische Neue Jahr, Die Europäische Union, der Turmbau zu Babel und die 20 häufigsten Wörter.

### Laufschrift und virtuelle Hilfetastatur
Farbig angezeigte Tasten und Tastwege auf einer virtuellen Tastatur unterstützen den Nutzer bei der korrekten Benutzung der Finger. Ein Laufband ermöglicht einen kontinuierlichen Schreibfluss. Zusätzlich werden die zu verwendenden Finger in einer Statusleiste namentlich genannt und Informationen über Fehlerzahl und Schreibgeschwindigkeit angezeigt.

### Eigene Lektionen
Bei den eigenen Lektionen kann man ein Satzdiktat oder ein Wortdiktat tippen.

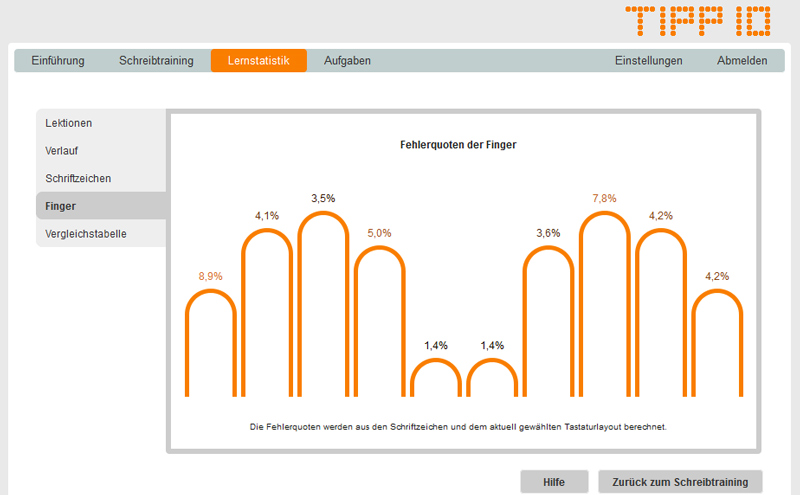
Die Auswertung zeigt die Fehlerquote pro Finger

### Lernstatistik
Tipp10 erfasst die Trainingsdaten in einer Lernstatistik. Nach jedem Schreibtraining wird ein Bericht ausgegeben, der die absolvierte Lektion bewertet. Neben einem Lektionenverlauf, stellt das Programm auch die Fehlerquoten pro Finger und pro Zeichen in einem Diagramm dar.

## Technische Details
Die Softwareversion von Tipp10 wurde in C++ und mit Hilfe der Klassenbibliothek Qt geschrieben. Tipp10 ist als Download für Microsoft Windows, Linux, Mac OS X und als portable Windows-Version verfügbar. Die Onlineversion wurde mit JavaScript realisiert und ist plattformübergreifend einsetzbar. Sie benötigt keine zusätzlichen Plugins, wie Adobe Flash Player. Die Daten werden hierbei mit einer SSL-Verschlüsselung übertragen.

### Unterstützte Tastaturlayouts
- DVORAK Type I
- NEO Version I
- NEO Version II
- QWERTZ (Macintosh)
- QWERTZ (Windows)
- QWERTY (Macintosh)
- QWERTY (Windows)
- RISTOME

## Zielgruppe und Verbreitung der Software
Tipp10 wird von Personen aller Altersgruppen verwendet, die das Zehnfingersystem erlernen möchten oder sich in puncto Geschwindigkeit und Fehlerquote verbessern wollen. Tipp10 wird in Deutschland, Österreich und der Schweiz in zahlreichen Schulen und Weiterbildungszentren eingesetzt. Mittlerweile ist die Software auch Bestandteil verschiedener Softwaresammlungen und Projekte (digitale Schultaschen, CHIP-USB-Stick, PHZ Schwyz, Open-Source-DVD etc.). Im November 2011 wurde Tipp10 Testsieger bei der Stiftung Warentest, als einzige kostenlose Software im Test.